# After the End: Forsaken Destiny
After The End: Forsaken Destiny (с англ. — «После конца: Судьба Отрекшихся») — инди-игра, головоломка, доступная для мобильных устройств с операционными системами iOS и Android. Её разработкой занималась независимая студия Neople из Южной Кореи.

## Сюжет и игровой процесс
Игра представляет собой трёхмерную приключенческую головоломку, действие которой происходит в неизвестном древнем мире. История повествует о путешествиях отца и сына, которые разделены временем, но связаны судьбой. Игрок управляет персонажем, он должен путешествовать по руинам, преодолевать препятствия и опасности в виде рыщущих животных. Чтобы добраться до выхода, персонаж должен находить рычаги, для перемещения дорожек и платформ, подниматься, спускаться по лестницам, собирая сферы на своём пути, а также решать мини-головоломки, связанные с музыкальными шкатулками, чтобы добраться до выхода и добраться до следующего уровня.
Всего в игре доступно 12 эпизодов. В каждом из которых повышается уровень сложности по мере введения новых игровых механик, особенно это касается решения музыкальных шкатулок. Тем не менее игра в целом проще для прохождения, чем например Lara Croft GO. Управление осуществляется с помощью перетаскивания левым большим пальцем на сенсорном экране. Правый палец используется, чтобы взаимодействовать с предметами вокруг, а также чтобы перетаскивать камеру в 360-градусном направлении. В некоторых уровнях игроку придётся убегать от катающегося валуна. Каждая глава поделена на несколько уровней и ограничена 20 жизнями, которые пригодятся при бегстве от валуна.
По мере прохождения, игроку будут раскрываться новые сюжетные подробности — секретах об отце и сыне, которым для спасения своего родного племени необходимо уничтожить злых духов, а также игрок будет наблюдать за их воссоединением.

## Критика
| Иноязычные издания | Иноязычные издания |
| Издание            | Оценка             |
| ------------------ | ------------------ |
| AppAdvice          | 80 %               |
| Pocket Gamer       | [ 4 ]              |
| Gamezebo           | [ 5 ]              |

Игровые критики оставили в целом положительные отзывы о Destiny, при этом из обзоры во многом носили сравнительный характер с мобильными играми похожего жанра.
Например Кристина Чан, критик сайта Appadvice заметила, что если игрок раннее бы знаком с такими играми, как Casuality и Monument Valley, но также получал удовольствие от игры в Lara Croft GO, то игра Destiny идеально подойдёт ему. Также Чан указала на то, что данная игра — это редкий пример объединения атмосферной головоломки и приключения. Рецензентла также похвалили игру за её визуальный стиль, напоминающий низкополигоннальную эстетику Monument Valley и Pan-Pan, визуальные эффекты, призванные передать чувство сновидения добавляют новую глубину игре, а каждую деталь игрового мира подчёркивает мягкая цветовая палитра. Что касается художественного стиля, критик увидела в нём элементы игр Journey и Lara Croft Go. Игру также украшает приятный меланхоличный саундтрек и сюжетные вставки. Чан также оценила продолжительность игры по меркам мобильной платформы, заметив, что уровень сложности возрастает с каждым эпизодом и на их прохождение потребуется много времени.
Гарри Слейтер с сайта Pocker Gamer назвал Destiny «очаровательной головоломкой с потрясающими идеями и золотым сердцем. Эта игра, в которой вы захотите затеряться». Критик считает, что в игре явно прослеживается заимствования игрового процесса и художественного стиля у таких игр, как Journey, Monumenty Valley и Poco Eco. Игра символично комбинирует все три игры, но и предлагает оригинальные идеи. Тем не менее критик заметил, что из-за того, что игра не предлагает инструктаж, то по мере прохождения, игроку становится ясно, но он не может дальше продвигаться, так как не взаимодействовал с определёнными статуями, в итоге игроку приходится переигрывать уровни. Вторая проблема связана с тем, что игрок зачастую не понимает куда идти, с другой стороны короткие уровни не позволят окончательно заблудится. Хотя игра не отличается оригинальностью, критик считает, что Destiny получилась блестящим примером качественной мобильной игры, которая не разочарует игрока.
Лиан Марис, критик сайта Gamezebo заметила, что игроки-любители медленных и атмосферных головоломок несомненно оценят Destiny. После изолированного пространства в Monument Valley, мир в Destiny может показаться обширным с более грандиозной историей. Также рецензентка углядела в игровом процессе старомодные приёмы, типичные для игр серии Mario, например движущиеся шипастые стены и рыскающие враги. Тем не менее эстетика в игре более импрессионистская, а медленный темп передвижения героя и звуковые эффекты в целом призваны передать чувство медитативности и вдумчивости. Критик однако указала на несовершенное управление, а также невозможность контролировать скорость персонажа. Из-за медлительности персонажа критик заметила, то несколько раз падала с платформ, а также не могла одновременно вращать камеру и управлять персонажем. В итоге игрок столкнётся с тем, что будет умирать из-за неуклюжего управления, а ситуацию усугубляет ограниченное количество жизней. Другой важный недостаток в игре по мнению критика заключается в отсутствии точек сохранения, учитывая, что каждая часть поделена на несколько этапов головоломок.